# José Vicente Nácher Tatay

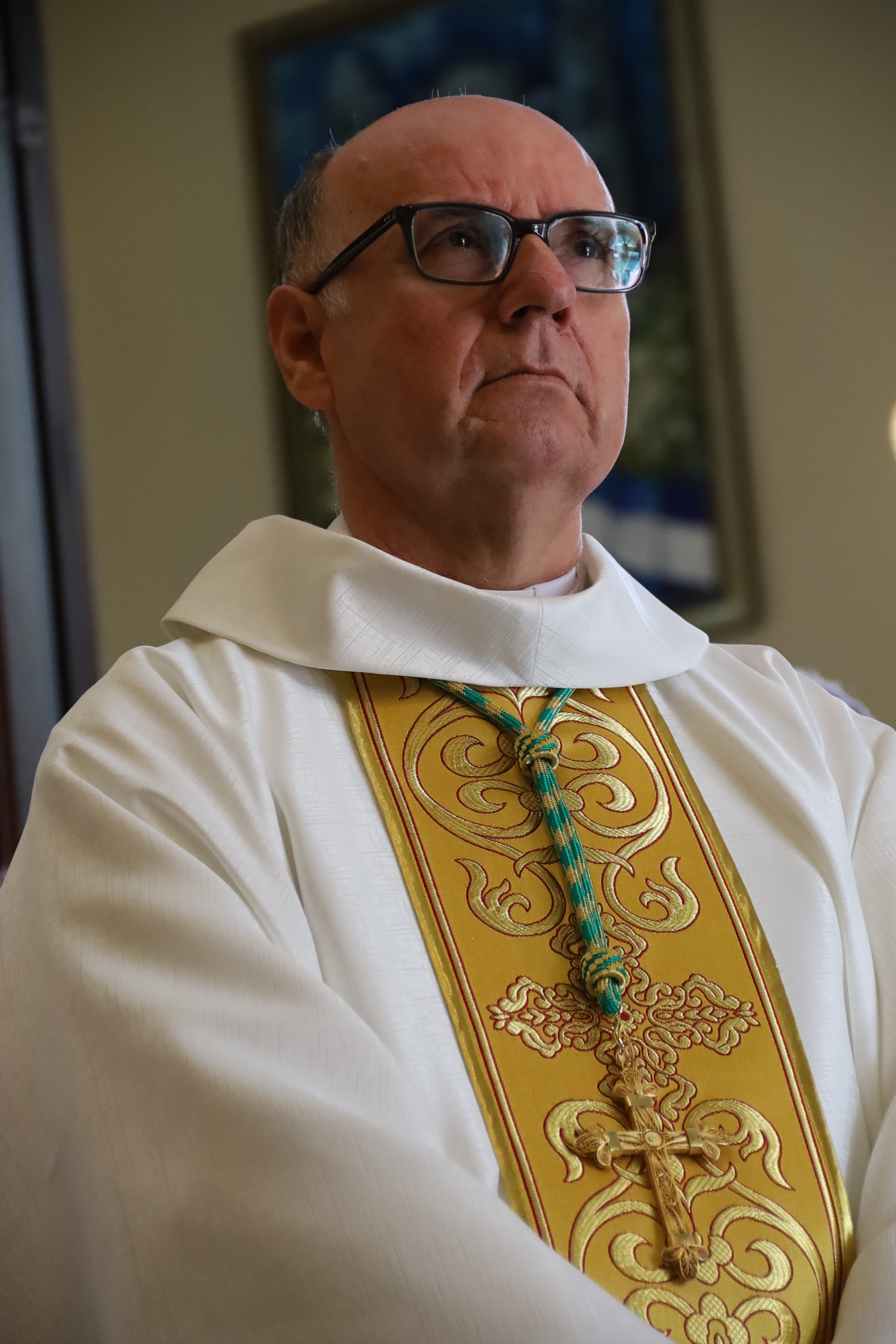
José Vicente Nácher Tatay

Wappen von José Vicente Nácher Tatay.

José Vicente Nácher Tatay CM (* 10. April 1964 in Valencia) ist ein spanischer Ordensgeistlicher und römisch-katholischer Erzbischof von Tegucigalpa in Honduras.

## Leben
José Vicente Nácher Tatay erwarb zunächst einen Abschluss in Soziologie an der Universität Alicante. Anschließend trat er der Ordensgemeinschaft der Lazaristen bei und studierte Philosophie und Theologie an deren Seminar in Barcelona. Am 20. Januar 1990 legte er die ewige Profess ab und empfing am 26. Oktober 1991 durch den Erzbischof von Valencia, Miguel Roca Cabanellas, in der Kathedrale von Valencia das Sakrament der Priesterweihe.
Neben verschiedenen Aufgaben in der Pfarrseelsorge war er von 2006 bis 2016 Bischofsvikar im Bistum Trujillo und ab 2016 Regionalsuperior der Lazaristen in Honduras.
Papst Franziskus ernannte ihn am 26. Januar 2023 zum Erzbischof von Tegucigalpa. Sein Amtsvorgänger Óscar Kardinal Rodríguez Maradiaga SDB spendete ihm am 25. März desselben Jahres in der Basilika von Suyapa die Bischofsweihe. Mitkonsekratoren waren der emeritierte Bischof von Trujillo, Luis Felipe Solé Fa CM, und der emeritierte Bischof von San Pedro Sula, Angel Garachana Pérez CMF.
Seit Herbst 2023 ist er Vorsitzender der honduranischen Bischofskonferenz.